# 美人石
《美人石》是一则白族民间故事，在徐嘉瑞整理的《辘角庄》故事中是一个插曲，但有一定独立性。通过白王的公子到民间访亲的故事，讽刺了统治阶级的权利。
故事是说，白王的公子带着白五的字条到民间去访合意的伴侣，白王告诉他:“这普天之下，都是我家的土地，住在地上的人，都是我家的奴仆。你看中谁，就把字条贴在他家的大门上，她家马上就会把人送进宫来。”结果怎么样呢了只要老鹰在天空盘旋，小鸡就躲开了。公子侮到一处，那里的百姓就极力回避，年青的女子更是躲得连影子也见不到。公子访了三年，结果还是找不到合意的伴侣。公子访过所有的地方，看来没有指望了，于是一气之下，把那张字条贴在一块石头上。公子一走，那石头就飞起来贴着他，公子走得快，石头也飞得快，公子停住歇息，石头也停布天空，这样这块石头就一直跟他飞进了皇宫。